# ته‌هیون
کانگ ته هیون (کره‌ای: 강태현؛ زادهٔ ۵ فوریه ۲۰۰۲) که به‌طور حرفه‌ای با نام ته‌هیون (انگلیسی: Taehyun) شناخته می‌شود، خواننده اهل کره جنوبی است. در سال ۲۰۱۹، او به عنوان عضوی از گروه پسرانهٔ کره‌ای تی‌اکس‌تی زیر نظر بیگ هیت میوزیک فعالیت خود را آغاز کرد.

## اوایل زندگی
ته‌هیون زادهٔ ناحیه گانگنام، سئول، کره جنوبی در ۵ فوریه ۲۰۰۲ است. خانواده او متشکل از پدر و مادر و خواهر بزرگتر است. او از زمان کودکی در برخی تبلیغات تجاری حضور پیدا کرده بود و بنابراین رابطه نزدیکی با صنعت سرگرمی داشت. با اینحال تمایل او به خواننده شدن زمانی شروع شد که اجرای «Replay» از گروه شاینی را دید. او در مدرسه هانلیم تحصیل کرده‌است.

## حرفه

### ۲۰۱۹–اکنون: آغاز فعالیت
پس از دوره کارآموزی سه ساله، ته‌هیون در سال ۲۰۱۹ به عنوان چهارمین عضو گروه تی‌اکس‌تی توسط بیگ هیت میوزیک معرفی شد. او به صورت رسمی در ۴ مارس ۲۰۱۹ به عنوان عضو تی‌اکس‌تی پس از انتشار آلبوم چندآهنگه فصل رؤیا: ستاره فعالیتش را آغاز کرد. گروه در ۲۸ آوریل ۲۰۲۰، آلبوم چندآهنگه فصل رؤیا: جاودانگی را منتشر کرد که ته‌هیون یکی از ترانه‌سرایان آهنگ «ماز در آینه» بود.